# Bruneiisch-osttimoresische Beziehungen
Die Staaten Brunei und Osttimor unterhalten freundschaftliche Beziehungen. Die diplomatischen Beziehungen wurden 2002 aufgenommen, nachdem Osttimor in die Unabhängigkeit entlassen wurde.

## Diplomatie

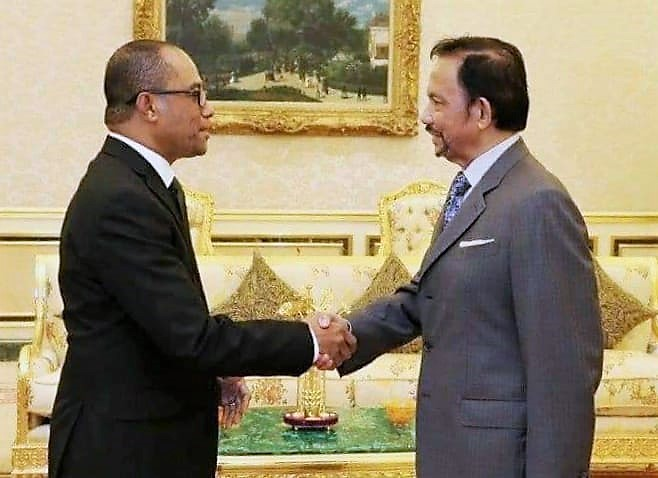
Osttimors Außenminister Dionísio Babo besucht Sultan Hassanal Bolkiah von Brunei (2019)

Der erste Botschafter Osttimors Roberto Soares hatte ab 2009 seinen Sitz noch in Singapur. Marçal Avelino Ximenes wurde 2016 zum ersten osttimoresischen Botschafter mit Sitz in Brunei ernannt.
Brunei unterhält in Dili seit 2015 eine Botschaft. Der erste Botschafter Bruneis in Osttimor war bis 2016 Paduka Hj Abdul Salam Momin.

## Wirtschaft

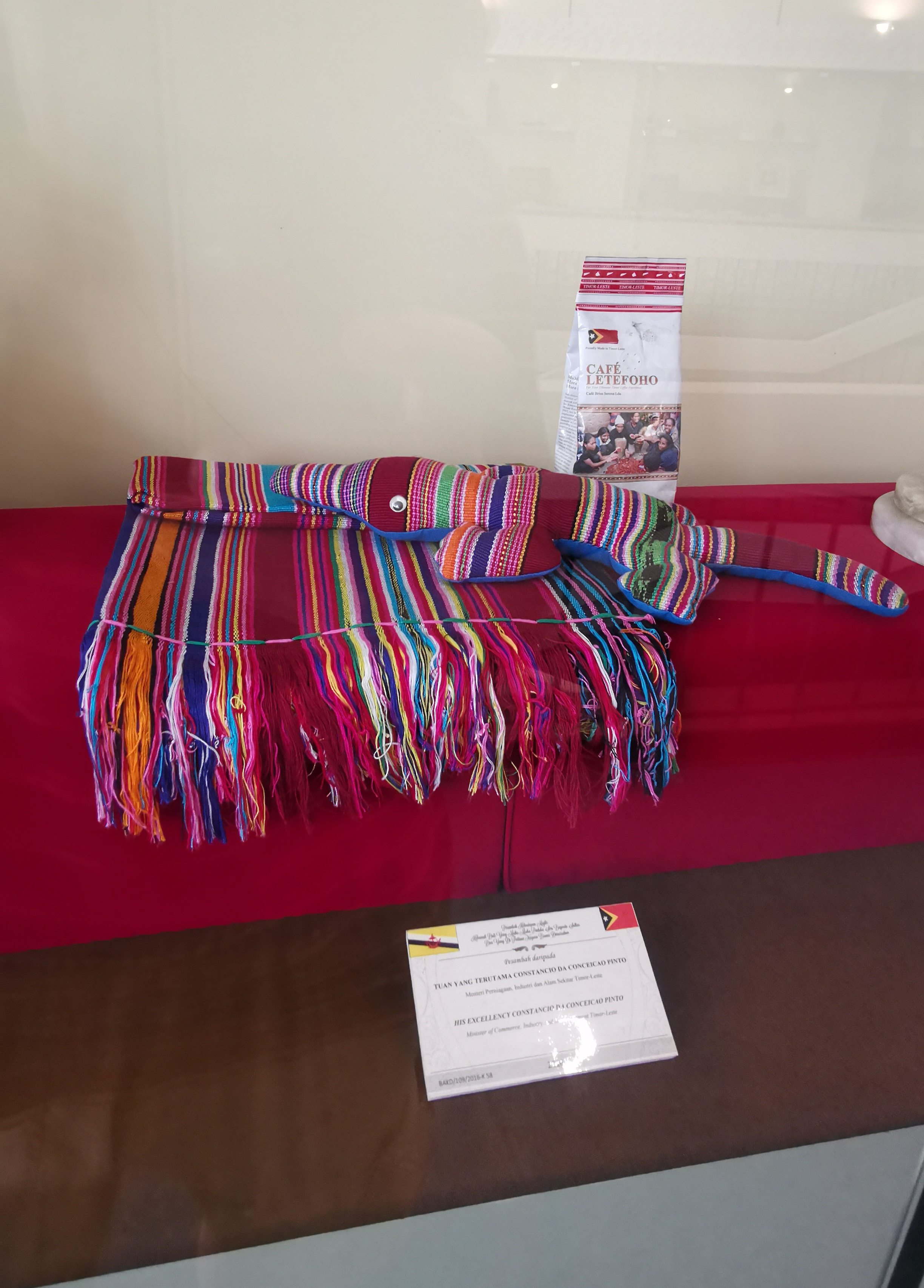
Geschenk des Handelsministers Osttimors bei seinem Besuch beim Sultan von Brunei (Royal Regalia Museum)

Brunei ist Mitglied der ASEAN, der Osttimor beitreten möchte. Beide Länder bestreiten den Großteil ihres Bruttoinlandsprodukts durch die Einnahme aus Erdölquellen. Brunei rechnet mit Möglichkeiten im Import von Halāl-Lebensmitteln in Osttimor. Das Sultanat möchte Geflügel aus Farmen im australischen Darwin nach Osttimor verkaufen. Diese Lebensmittel wären zum Beispiel für muslimische Touristen interessant. Zudem könnte Brunei Osttimor bei der Berufsausbildung seiner Bevölkerung helfen, zum Beispiel mit Stipendien für Studenten an Schulen in Brunei. Bruneis Fischdosenindustrie könnte nach Osttimor expandieren.
Im Juni 2017 gibt es nur einen Geschäftsmann aus Brunei, der in Osttimor tätig ist. Er ist einer der Hauptlieferanten für Sauerstoff für medizinische und industrielle Zwecke.
Für 2018 registrierte das Statistische Amt Osttimors den Import von Bauteilen für Fertighäusern aus Brunei im Wert von 5.436 US-Dollar.